# Boom Chicago

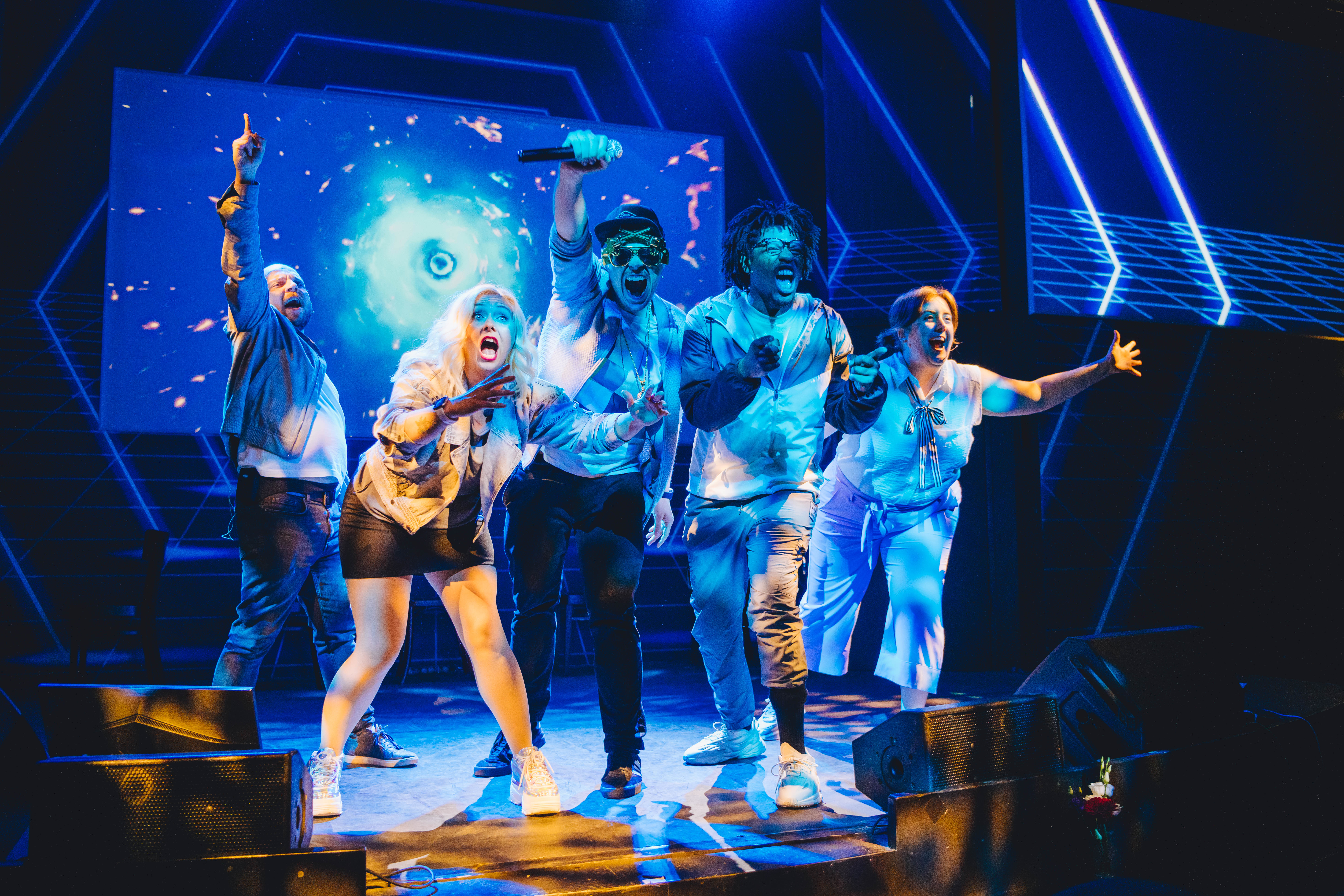
Simon Lukacs, Stacey Smith, Matt Castellvi, Terrance Lamonte Jr, en Katie Nixon spelen in Boom Chicago Into the Metaverse: Meta Luck Next Time in 2022

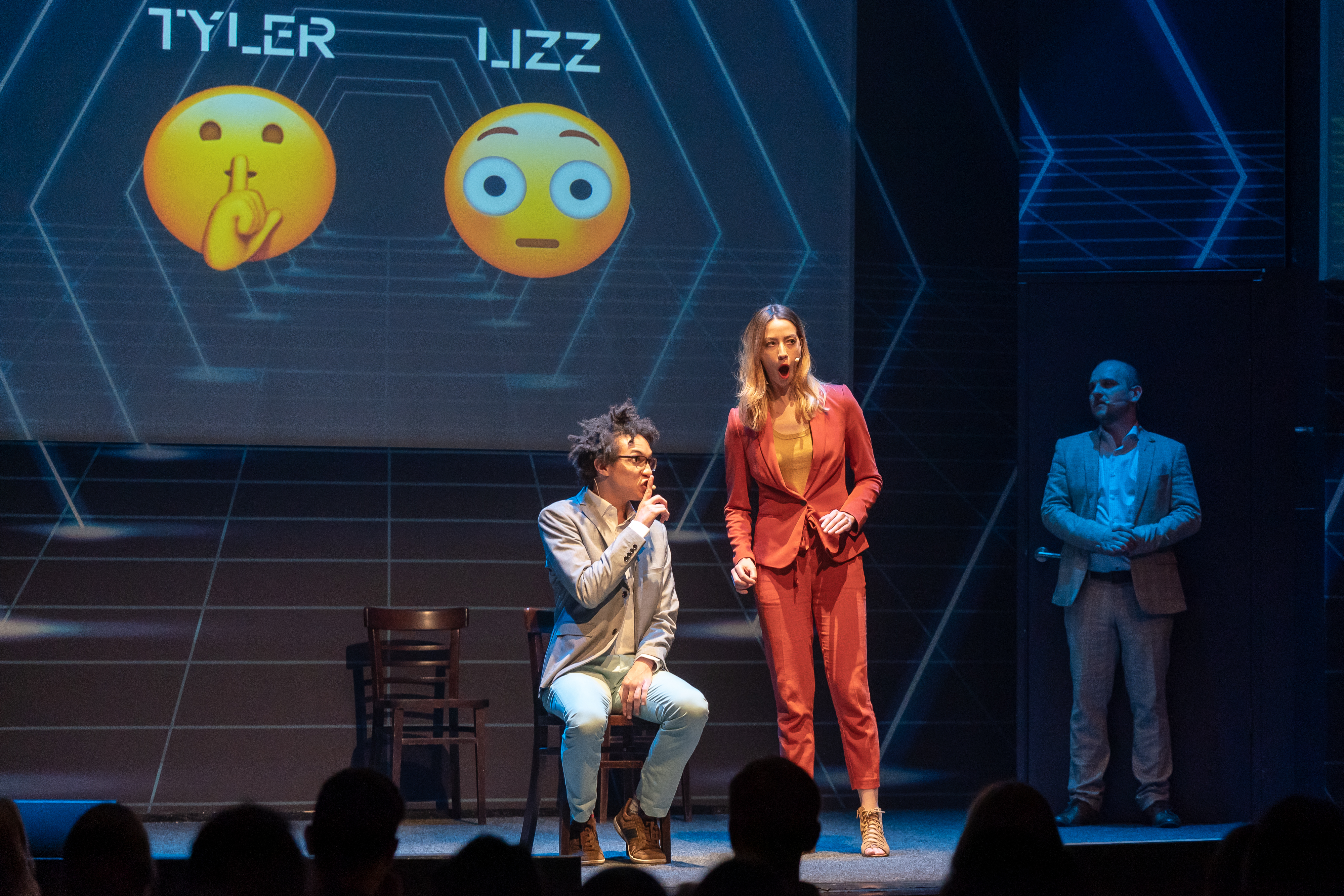
Tyler en Lizz op het podium bij Boom Chicago in 2019

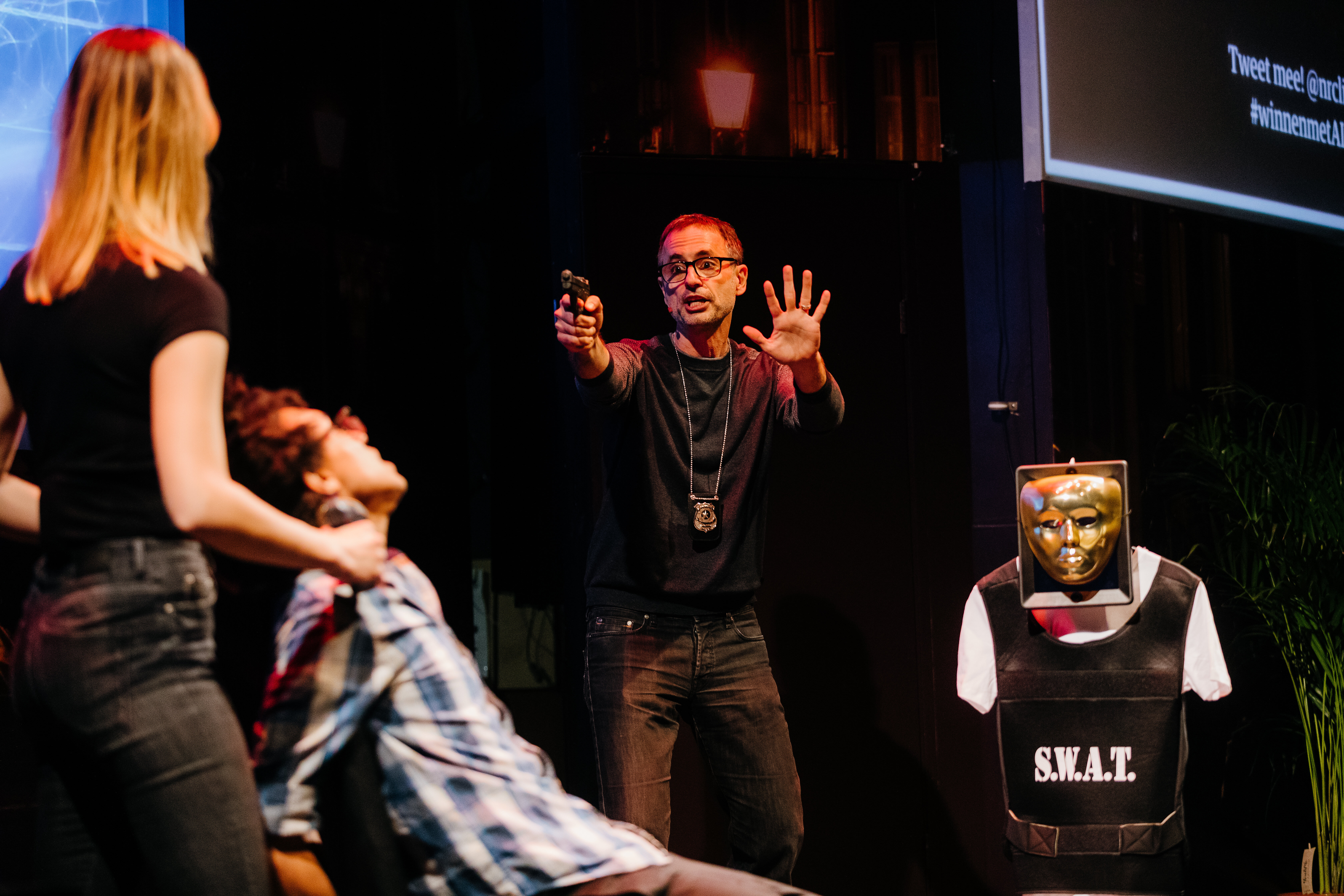
Andrew Moskos op het podium net de AI in 2019

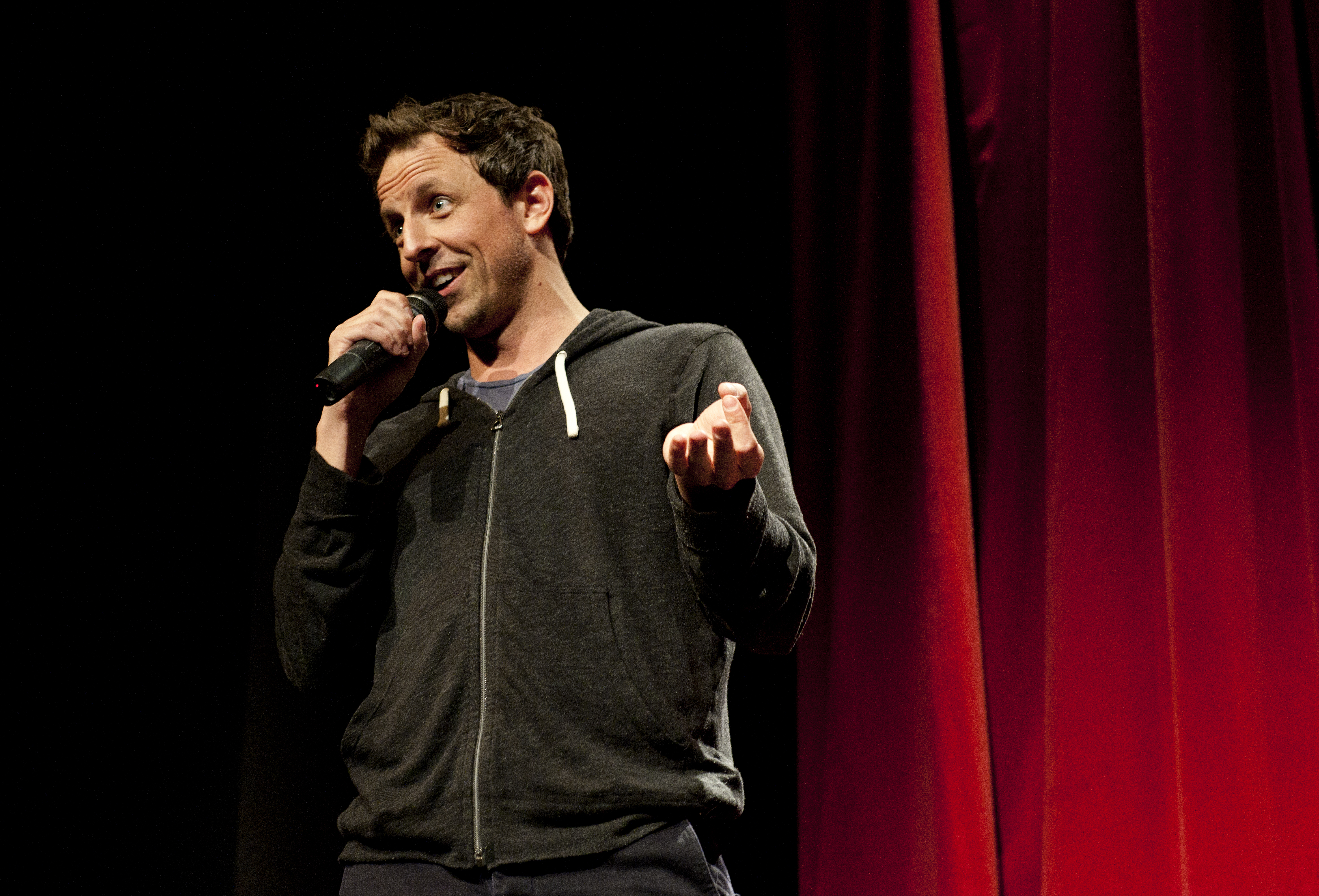
Boom Chicago alum Seth Meyers keert terug op het podium in 2013 bij Boom Chicago

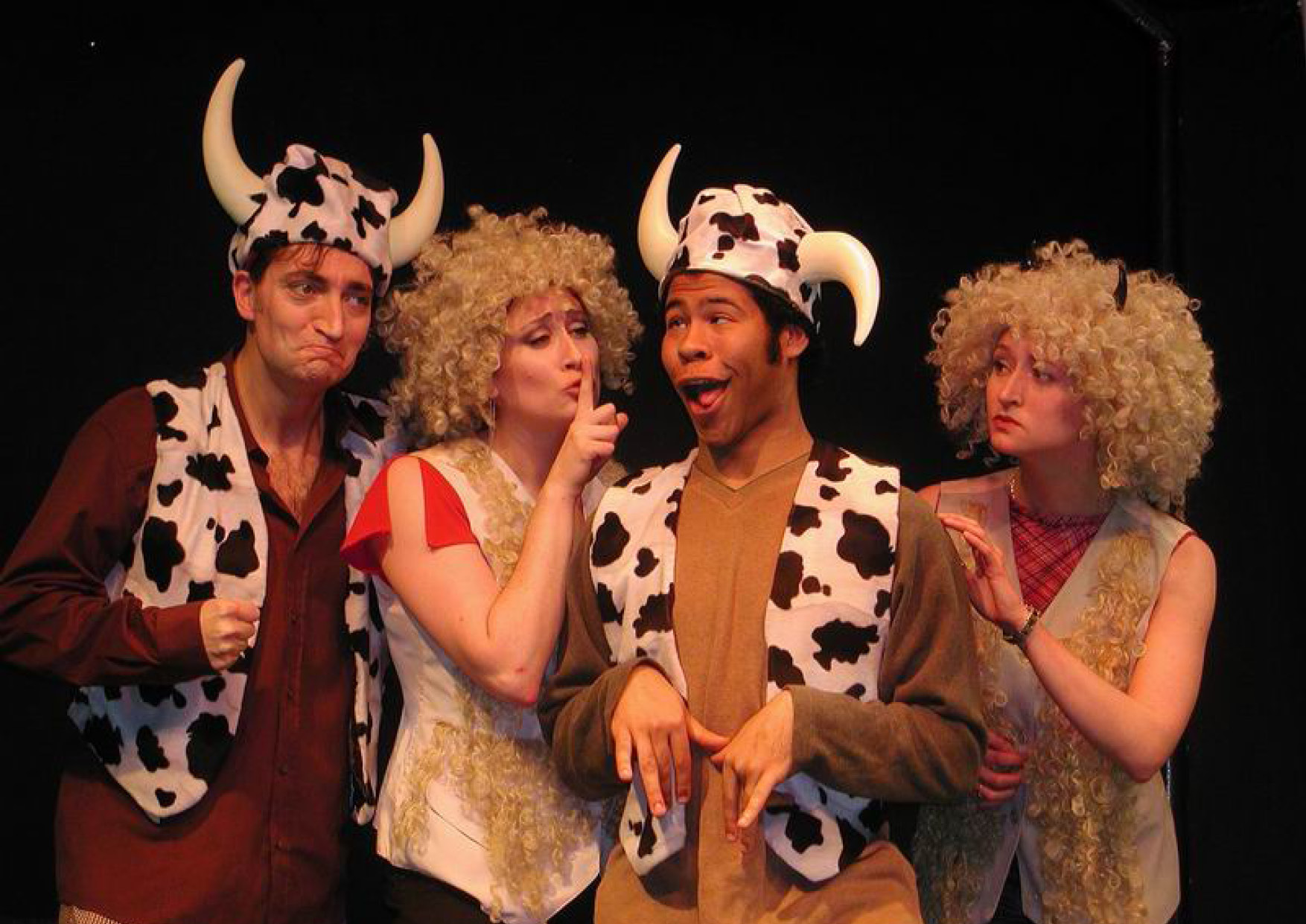
Jordan Peele (met Gekke Koeienziekte) en de cast van Boom Chicago in Europe, we've Created a Monster uit 2001.

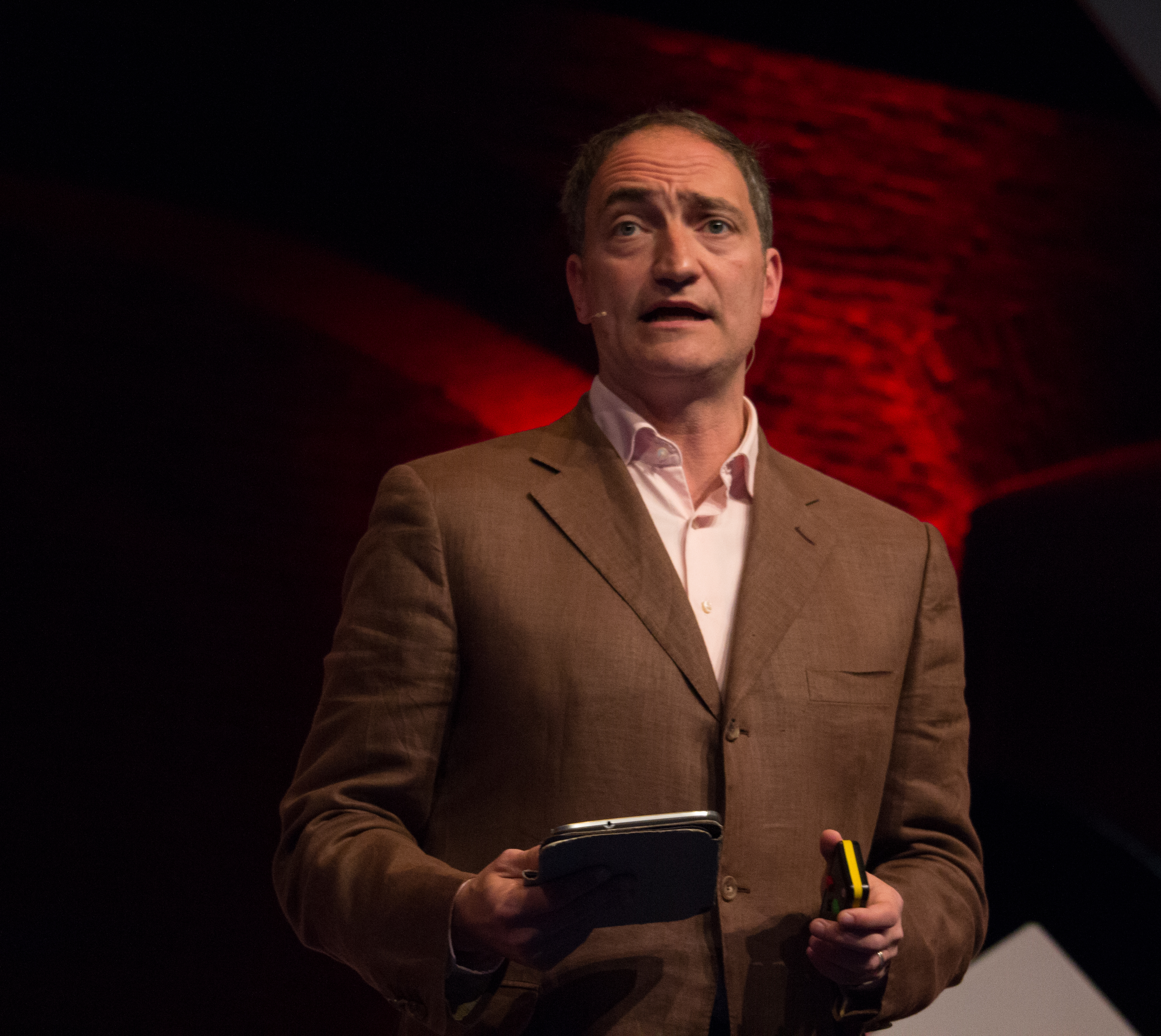
Pep Rosenfeld als host tijdens The Next Web in 2015

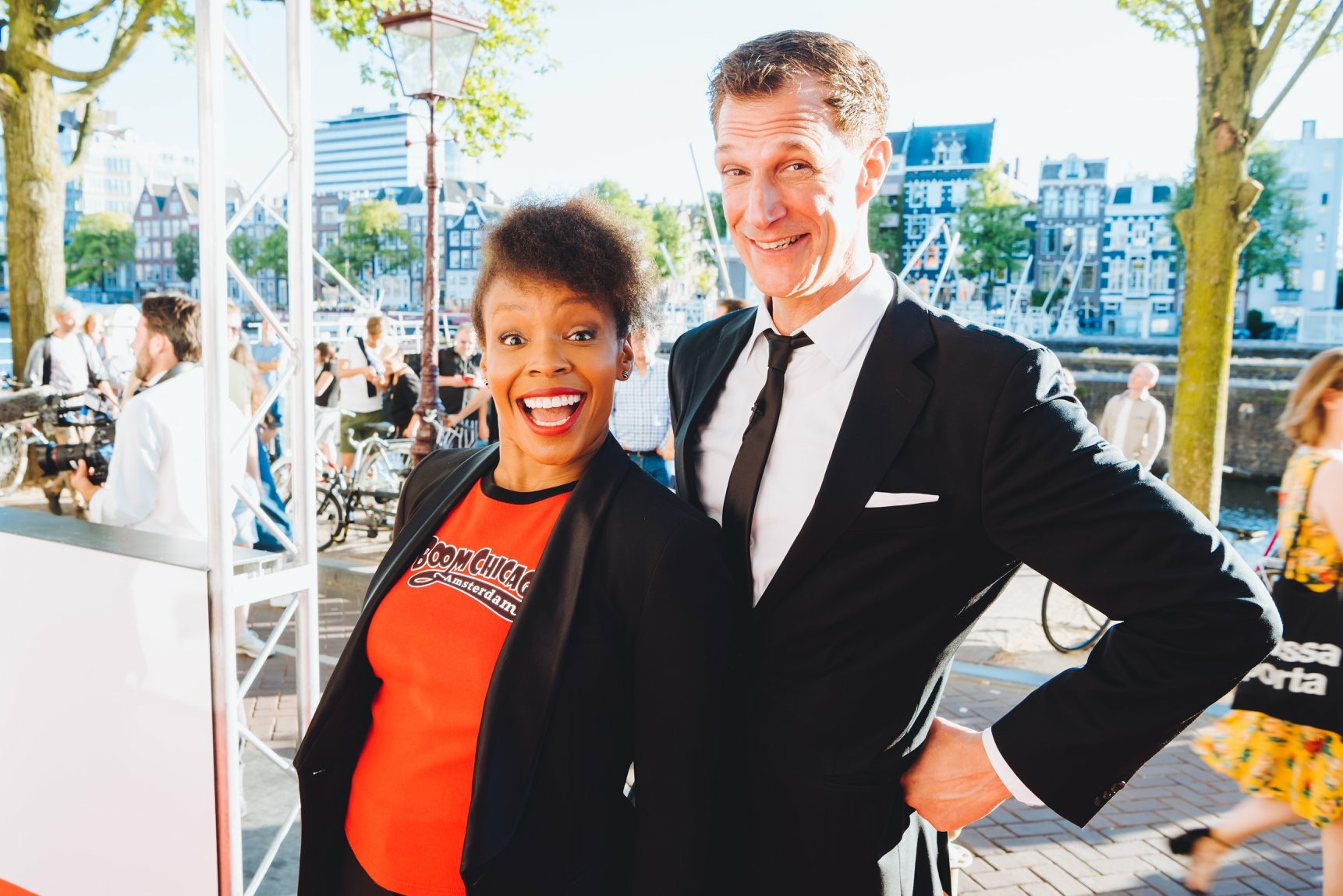
Amber Ruffin en Greg Shapiro bij het 25-jarige jubileum van Boom Chicago.

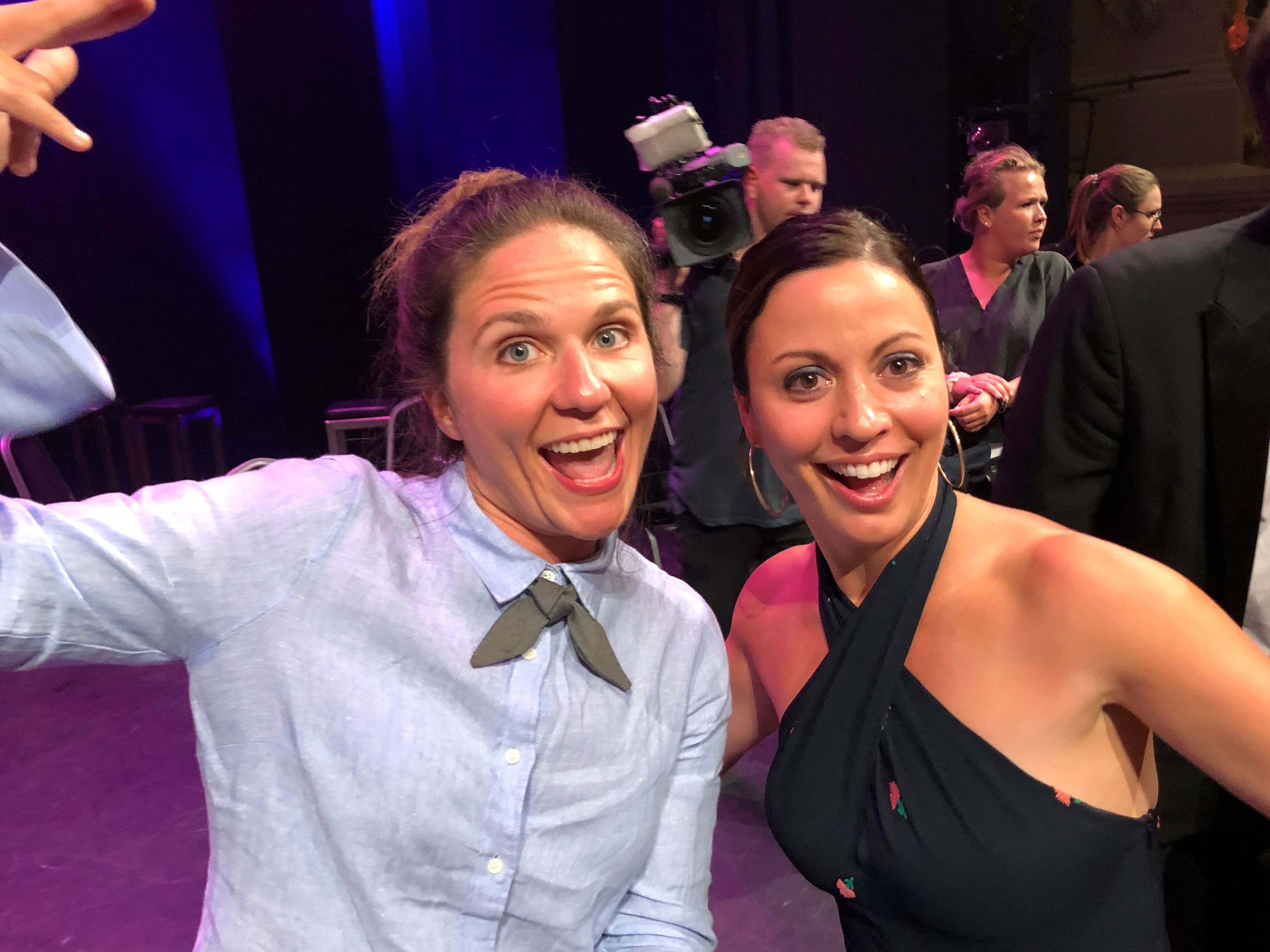
Alumni Suzi Barrett en Kay Cannon bij Boom Chicago's 25ste Reunie

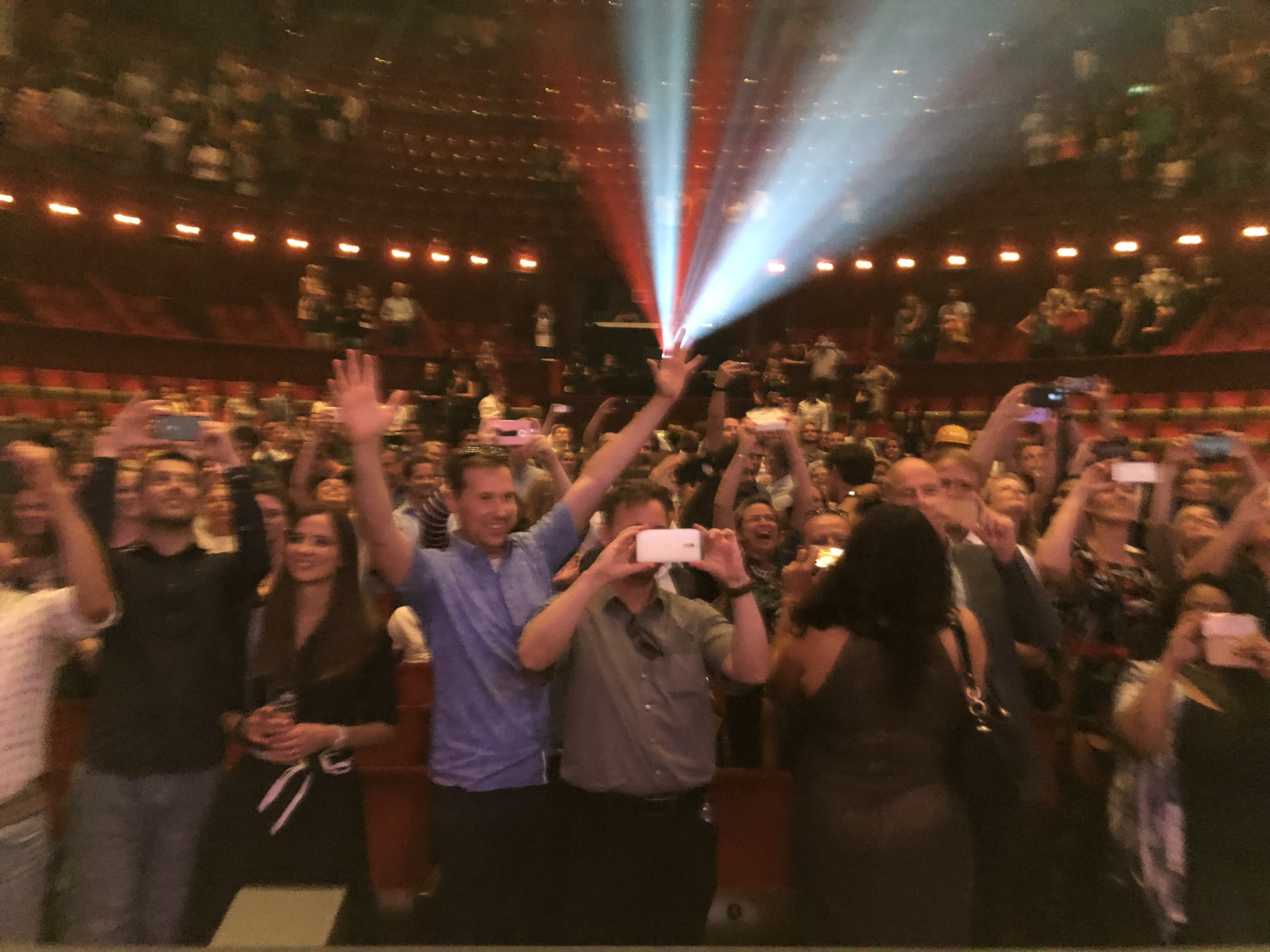
Boom Chicago's publiek na de uitverkochte show tijdens het 25-jarig jubileum.

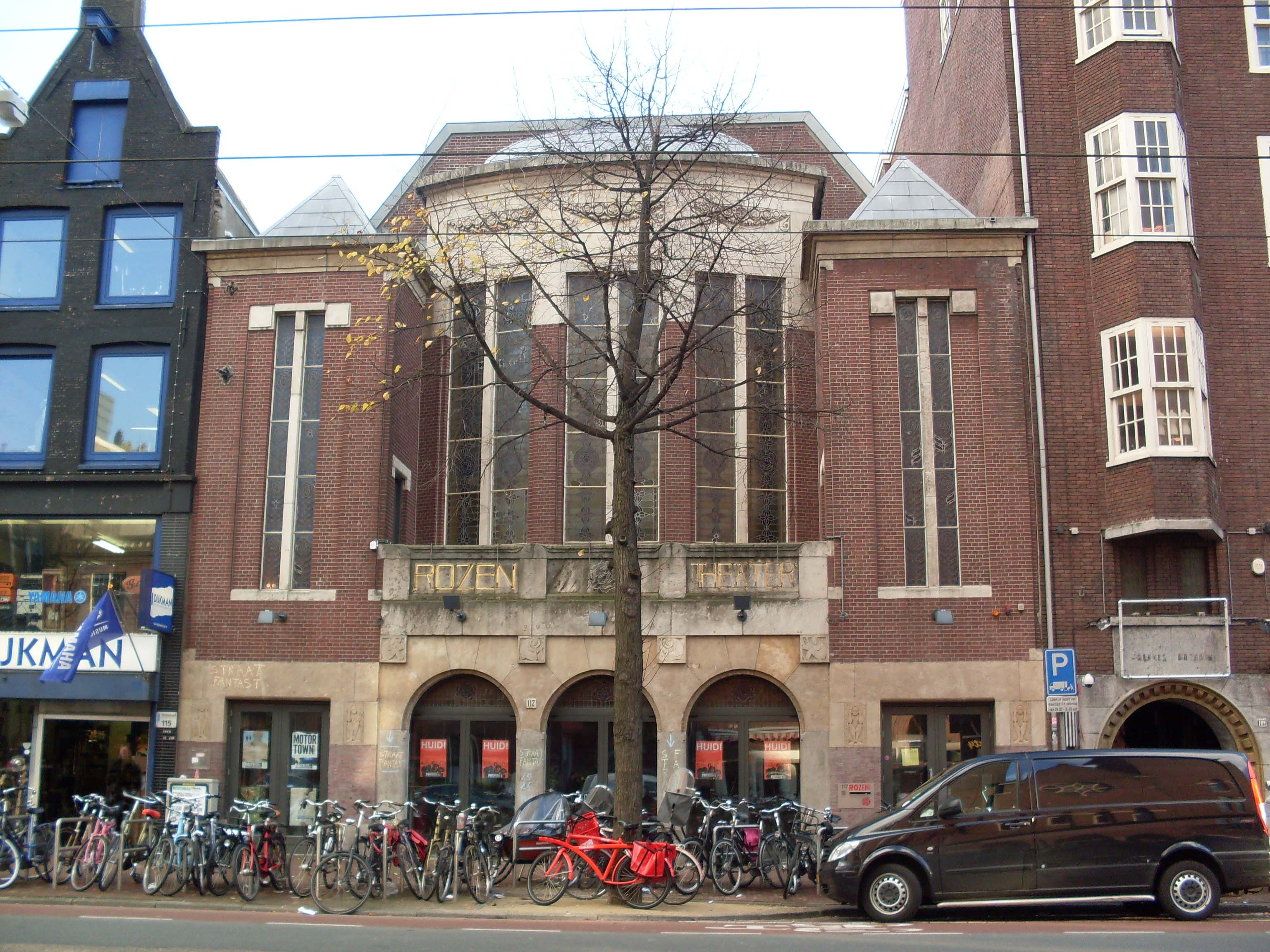
Boom Chicago's thuis op de Rozengracht in Amsterdam

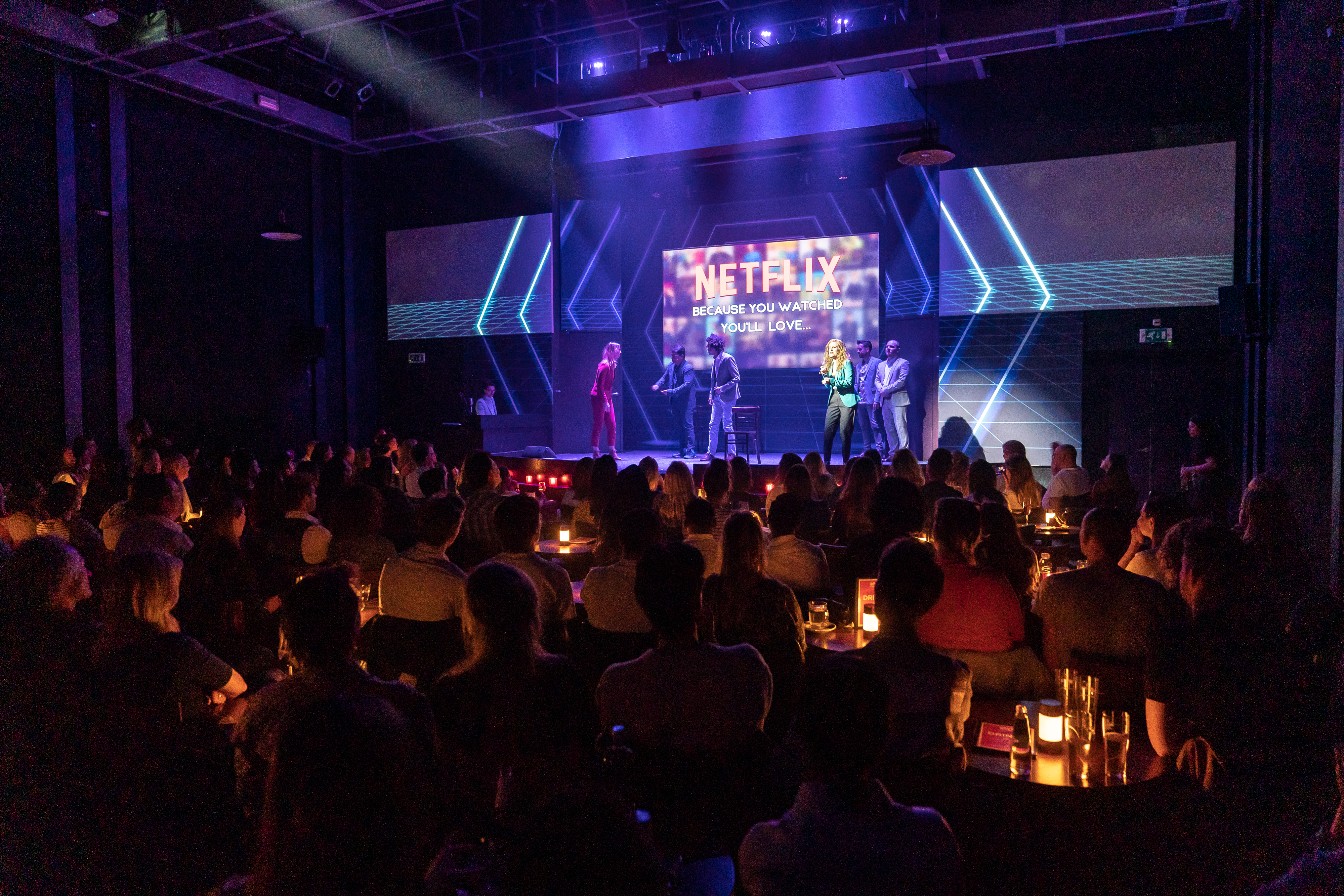
Het podium tijdens de Boom Chicago show "The Future is Here...And it is Slightly Annoying"

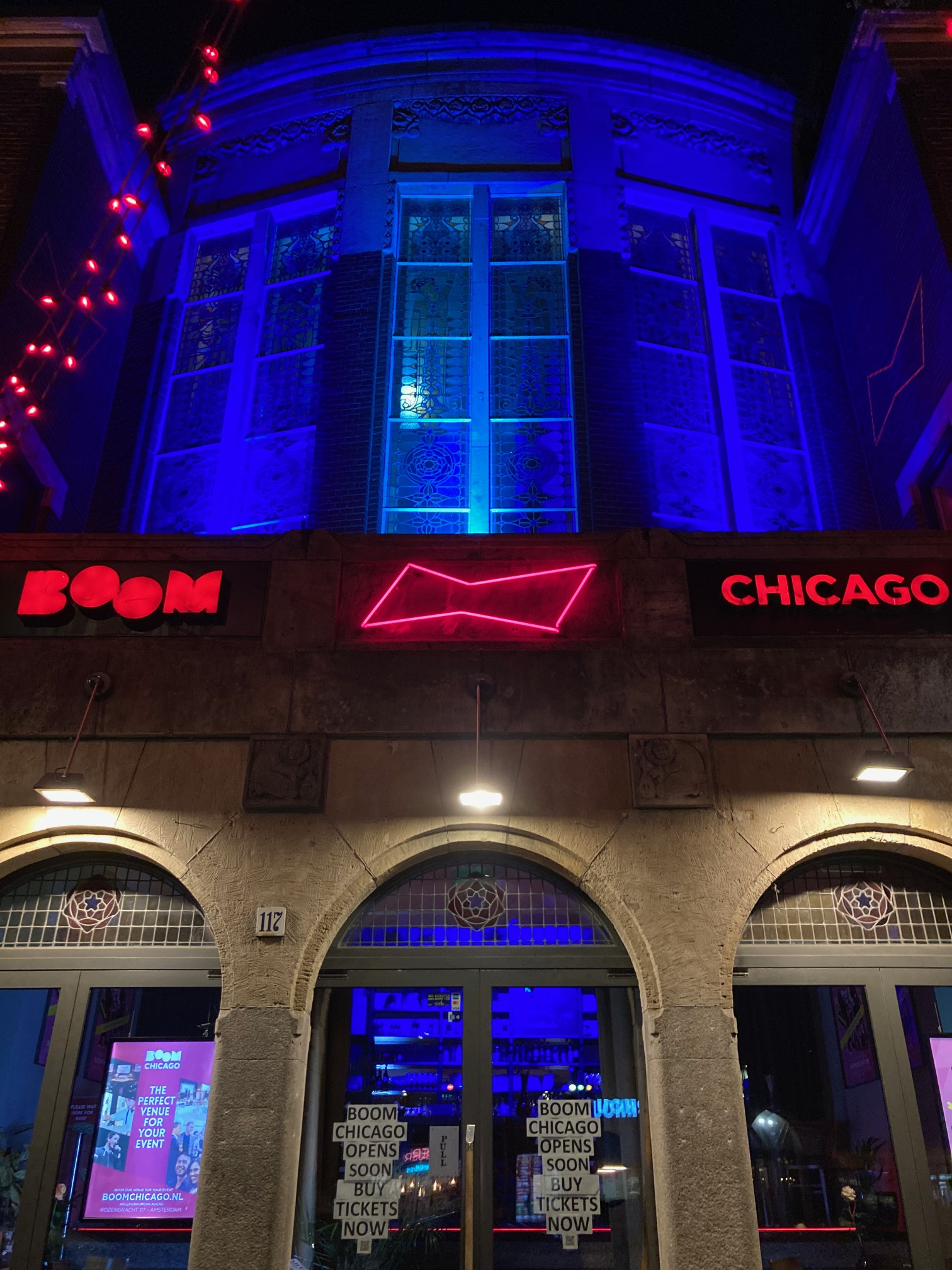
Boom Chicago's theater licht blauw op tijdens de Wereld Autisme Dag in 2021.

Boom Chicago is een improvisatiecomedygezelschap uit Amsterdam, Nederland. Zij schrijven en treden op met sketch en improvisatie komedie in het Rozentheater.
De groep is in 1993 opgericht door de Amerikanen Andrew Moskos, Pep Rosenfeld and Ken Schaefle, die Boom Chicago vernoemde naar hun thuisstad en de geboorteplaats van improvisatie. In 1994 verhuisden zij van Iboya op de Korte Leidsedwarsstraat naar de ruimte op de Lijnbaansgracht in de ruimte die later de Sugar Factory en Lovelee zou worden. In 1998 namen zij het Leidseplein Theater over en renoveerde het pand in het theater en club district. In 2012 verhuisde de komedie show opnieuw, ditmaal naar de ruimere, huidige plek op de Rozengracht. De Chicago Social Club staat nog steeds op het Leidseplein.
Momenteel voert de groep eigen shows op en organiseert externe producties op het Rozentheater. Het theater heeft twee zalen en ook Boom Chicago for Business en de Boom Chicago Academy vinden hier onderdak.
Boom Chicago richt zich op Nederlandse, Amerikaanse en internationale sociale en politieke thema’s zoals privacy, de rol van technologie, Europa, extreemrechts, Pim Fortuyn, 9/11, social media en de gig economy. Hun unieke mix van komedie stijlen gecombineerd met technologie is populair bij zowel het publiek en critici. De 2019 show  The Future is Here... And it is Slightly Annoying gebruikt AI om een robot te programmeren die improviseert met de cast op het podium. Zij waren de creatieve krachten achter Comedy Central News (CCN), nieuwsshow op de Nederlandse Comedy Central zender voor twee seizoenen.
De eigenaren zijn momenteel Moskos, Rosenfeld en Saskia Maas.

## Geschiedenis
- 1993: Andrew Moskos, Pep Rosenfeld en Ken Schaefle openen Boom Chicago in de Iboya, korte Leidsedwarsstraat 41, 85 stoelen. Saskia Maas sluit zich aan bij het bedrijf.
- 1994: Verhuizen naar Studio 100 (later de Sugar Factory, nu Lovlee) op de Lijnbaansgracht 238, 180 stoelen.
- 1997 Verhuizen naar het Leidseplein Theater, het theater waar Nederlandse legendes zoals Wim Kan, Wim Sonneveld en Toon Hermans begonnen in de jaren 30. Boom Chicago renoveert het theater, voegt een keuken, bar en rock show geluid en belichting toe.
- 2000: Boom Chicago neemt eerste video regisseur aan: Jamie Wright en introduceert multimedia aan de shows. Camera's worden in het theater geïnstalleerd (en op het Leidseplein buiten). Snel volgen ook green screen studio's en live internet. Deze toevoegingen maken van Boom Chicago een pionier met technologie in komedie shows.
- 2002: Comedy Swap met The Second City in Chicago. The mainstage casts van The Second City treden op op elkaars podia in elkaars steden. Dit was de eerste (en enige) keer dat een bezoekende komedie groep optreedt op het hoofdpodium van Second City. Alle shows verkopen uit en Key ontmoet Peele.
- 2004: Boom Chicago Video Productions wordt gelanceerd na het wereldwijde succes van de Florida Voting Machine Video, waar een Amerikaanse burger probeert te stemmen voor Kerry, maar de gemanipuleerde
- 2006: Me, MySpace and iPod opent met de beste recensies tot dusver. Merijn Henfling, Het Parool: “Geniaal… We zijn wederom dankbaar dat [Boom Chicago] heeft besloten om van Amsterdam haar thuis te maken.” Peter de Bie en Fransisco van Jole, TROS Radio: “Men zegt dat dit de beste Boom Chicago show ooit is en wij zijn het daar mee eens.” Henk van gelder, NRC Handelsblad: “Scherp en interactief. Ze hebben een volledig nieuwe vorm van theater gemaakt; noem het digitale komedie.”  Eerste internet en mobiele shows Full Frontal News (Greg Shapiro and Becky Nelson) en Slacker Fantasy Football (Michael Orton-Toliver, Brian Jack, Matt Chapman). The Unlikely Fan (Brendan Hunt, Matt Chapman), een dagelijkse Wereldbeker video serie uitgezonden op MSN.
- 2007: Comedy Central News, begint als dagelijkse show op Comedy Central Nederland en liep uiteindelijk voor 75 afleveringen. Highly Dubious News is genomineerd voor een mobiele content onderscheiding bij MIPCOM, de televisie conferentie in Cannes. "SpongeBob SquarePants in China" wordt meer dan 22 miljoen keer bekeken op YouTube in een jaar. Het is daarmee de meest bekeken “film en animatie” video wereldwijd (per April 2009). De Chinese ambassadeur in Nederland vraagt Boom Chicago om de video te verwijderen vanwege de politieke inhoud. Boom Chicago weigert. In 2011 is de video meer dan 100 miljoen keer bekijken (per 2020), en is nog steeds de nummer 1 Nederlandse komedie video aller tijden.
- 2008: 15-jarig jubileum, april 24. CCN keert terug als wekelijkse show in April op Comedy Central (NL). Bye-Bye Bush  viert het einde van een tijdperk.
- 2009: Yankee Come Back opent in de Stad Amsterdam 400 Jaar Viering van de Nederlandse nederzetting van New York. In de herfst, om het samen laten te vallen met New York’s viering, trad de groep Holland Globetrotters op op het New Island Festival, een coproductie van de Parade, Oerol en het Nederlands Theater Instituut.
- 2010: Fan van Boom Chicago, Maurice de Hond, maakt zijn debuut op het komedie podium in Political Party. Maurice de Hond, Pep Rosenfeld, Greg Shapiro en regisseur Andrew Moskos maken een show dat politiek, politieke discussies en bekende politici die ook in komedie scenes voorkomen.

- 2011: Het Leidseplein Theater wordt het de Chicago Social Club. Samen met club innovator Casper Reinders (Jimmy Woo) en Pieter de Koning en Joris Bakker (Bitterzoet) wordt de locatie gerenoveerd en is er meer club programmering. 9/11 Forever is de enige politieke komedie show in de wereld die zich richt op de 10-jarige verjaring van de aanslagen op 11 september 2001.

- 2012: Pep Rosenfeld spreekt op TEDx Amsterdam:  "Fight, Flight or Be Funny" en presenteert TEDx Binnenhof waar hij de draak steekt met Prins Willem Alexander en Prinses Maxima terwijl ze de presentatie bijwonen. Saskia Maas spreekt op TEDx Education. Met prominente Rollen op TED-events. NEXT en Picnic, Boom Chicago is een grote speler geworden in technologie, ideeën en business conferenties.
- 2013: Boom Chicago verhuist van hun oude thuis op het Leidseplein naar het (betere) Rozentheater, waar zij 20 jaar in Amsterdam vieren met “The 7 Deadly Dutch Sins.” De Chicago Social Club gaat door op het Leidseplein als een van de beste clubs in Amsterdam.
- 2013: Nightmare on the Rozengracht draait in oktober, een 30 minuten lange walk-through spookhuis en een pop-upbar voor volwassenen. De show “Delete Zwarte Piet Niet” voorspelt de commotie en controversie die dat jaar zijn hoogtepunt bereikt. Zij zijn een van de eerste die ‘roet piet’ voorstellen. Dit zal later het moderne compromis worden.
- 2014: Om de show What's Up With Those Beards? te promoten, probeert Boom Chicago het Guinness Book of World Records record voor meeste baarden in één ruimte te verbreken. Ze verbreken alleen het Nederlandse record.
- 2016: Voor het eerste Nederlandse Correspondentie Diner, Boom Chicago's Andrew Moskos en Wilko Terwijn helpt om de komische speech voor premier Rutte te schrijven en hem te coachen. Het politieke jaar gaat door met Angry White Men: Trump Up the Volume die de verkiezingen in de Verenigde Staten op de hak neemt.
- 2017: De show verandert in Trump Up the Volume, en wordt daarmee de langstlopende show bij Boom Chicago. Boom Chicago renoveert hun tweede theater en lanceert The Upstair Theater. Sunday Night Live vestigt zich daar en daarmee wordt de terugkeer van ‘long form’ improv gemarkeerd. Pep Rosenfeld, Greg Shapiro en regisseur Andrew Moskos presenteren The Year in Search, een videoproductie in samenwerking met Google.
- 2018: neemt de rol over als artistiek directeur. De 25-jarige jubileum show Bango! opent in mei, met Tamar Broadbent, Karel Ebergen, Simon Lukacs, Rhys Collier, Cene Hale, Emil Struijker-Boudier, Sacha Hoedemaker en geregisseerd door Andrew Moskos. Het 25-jarige jubileum piekt met twee shows in Carre en het uitbrengen van hun boek The 25 Most Important Years in Dutch History. De Boom Chicago Academy begint met de FA-long-form cursussen. Escape Through the Movies, Boom Chicago's escaperoomavontuur opent in het Rozentheater.
- 2019: Met The Future is Here ...And it's Slightly Annoying! zet de Boom Chicago traditie voort om technologische shows in te zetten. Inclusief een robot die op het podium improviseert door middel van AI (zelflerende machines eigenlijk). Boom Chicago gaat samenwerken met Bud en het Rozentheater is de lanceerlocatie voor AB InBevs introductie van het iconische merk in Nederland.
- 2020: Terwijl praktisch elk ander theater in de wereld dicht moet, produceert Boom Chicago in april zes afleveringen van de live komedieshow Trump up the Volume and Going Steady met een shoot met drie camera's van hoge kwaliteit (socially distanced). Hierdoor wordt meer dan €10.000 in omzet gegenereerd voor de acteurs en het team. Later, in juni, toen activiteiten buiten mochten tijdens de corona-epidemie, trad Boom Chicago op in de HEMtuin het terrastival (festivals mochten toen niet).
- 2021: Boom Chicago creëert en lanceert een nieuw, uitgebreid curriculum voor The Boom Chicago Academy en introduceert de huis teams.
- 2021: De eerste editie van het Boom Chicago Comedy Festival is een feit. alumni zoals Seth Meyers, Jordan Peele, Kay Cannon, Colton Dunn, Josh Meyers, Ike Barinholtz en Brendan Hunt maken een (digitaal) gastoptreden. Arjen Lubach keerde ook terug op het podium met zijn oude improv groep Op Sterk Water. Er waren verder tientallen uitverkochte shows en workshops. Het festival werd geregisseerd door Stacey Smith.
- 2022: In het tweede jaar van het Boom Chicago Comedy Festival verdubbelt de kaartverkoop.
- 2022: Na een week in Amsterdam met Ted Lasso (inclusief het spelen tegen Ajax), staan Jason Sudeikis en Brendan Hunt weer op het Boom podium tijdens een zeer speciale Shot of Improv en closing night party.
- 2022: Stacey Smith wordt de nieuwe artistiek directeur.
- 2022: Pep Rosenfeld en Greg Shapiro maken net op tijd voor de Amerikaanse midterm elections, samen met door Stacey Smith, Emil Struijker-Boudier en Sacha Hoedemaker, de show Pep & Greg Save America.
- 2025: Boom Chicago weigert Israëlische caberetier Yohay Sponder. Mirjam Bikker (lijsttrekker ChristenUnie) stelt hierover kamervragen aan minister Bruins van Onderwijs, Cultuur en Wetenschap.

## Bekende alumni
- Seth Meyers (Late Night with Seth Meyers, Saturday Night Live) was onderdeel van Boom Chicago in de laatste jaren van 1990 en trad met Boom Chicago op in Amsterdam, Chicago, Londen en Edinburgh.
- Oscarwinnaar Jordan Peele (Get Out) begon bij Boom Chicago (Key and Peele). Key ontmoette Peele bij de uitwisseling in 1999 tussen Boom Chicago en Second City.
- Andere beroemde alumni zijn Ike Barinholtz (Mindy Project, Suicide Squad, Bad Neighbors, The Hunt) and Jason Sudeikis (Horrible Bosses, We're the Millers, Saturday Night Live).
- Sudeikis, maakte, speelde en regisseerde samen met alumni Brendan Hunt en Joe Kelly in Ted Lasso. Kay Cannon schreef voor vele films, onder andere de Pitch Perfect films. Recent regisseerde ze een cast vool met Boom Chicago alumni in Blockers en schreef en regisseerde een adaptatie voor Assepoester in de bioscoop te zien in 2021.
- Tami Sagher schrijft voor en speelt in vele tv-shows zoals Inside Amy Schumer, 30 Rock, Broad City, en de film Don’t Think Twice. Colton Dunn speelt in de NBC-sitcom Superstore.

Andere succesvolle schrijvers en acteurs zijn Amber Ruffin (Late Night with Seth Meyers), Dan Oster (MADtv), Liz Cackowski en Heather Anne Campbell (SNL), Allison Silverman (Daily Show, Colbert Report), Pete Grosz, Joe Kelly (How I Met Your Mother), Matt Jones (Breaking Bad), Suzi Barrett (Drunk History), Jessica Lowe (Wrecked), en Carl Tart (MadTV, Party Over Here, en Brooklyn Nine-Nine.
De Engelse tv-hit Borderline is gemaakt door Mike Orton-Toliver en geregisseerd door Matt Jones. Greg Shapiro was Boom Chicago's anchorman op CCN, Comedy Central News (Nederland) en Donald Trump in de wereldwijde viral hit van Arjen Lubach 'America First, The Netherlands Second.
Op Broadway ,speelde Nicole Parker samen met Martin Shirt in Fame Becomes Me in 2009 en in Wicked in 2010. Josh Meyers (Red Oaks, The Awesomes) speelde met Paul Rubens in Pee Wees Playhouse in 2010-11 en in de HBO-special. Spencer Kayden maakte en speelde in Urinetown in de jaren 90 en was genomineerd voor een 2012 Tony Award in Don't Dress for Dinner. In 2006-2007 speelde Lisa Jolley in Hairspray.

## Huidig ensemble
- Matt Castellvi
- Simon Feilder
- Andrew McCammon
- Erin Island
- Raquel Palmas
- Simon Lukacs
- Katie Nixon
- Stacey Smith
- Rob AndristPlourde
- Sacha Hoedemaker (muzikant en technisch regisseur)
- Emil Struijker-Boudier (techniek)
- Jeiel Graanoogst (techniek)
- Andrew Moskos (artistiek regisseur en mede-eigenaar)
- Pep Rosenfeld (regisseur creatieve content en mede-eigenaar)
- Saskia Maas (CEO en mede-eigenaar)

## Producties
1993 Andrew Moskos, Pep Rosenfeld, Neil McNamara, Lindley Curry, Miriam Tolan, Pam Gutteridge, Doreen Calderon + Ken Schaefle
1994 Boom / Chicago Andrew Moskos, Pep Rosenfeld, Pam Gutteridge, Emilie Beck, Josie O'Reilly, Greg Shore (Shapiro) + Ken Schaefle
1995 Great Moments in Creation/Culture Shock Therapy Andrew Moskos, Pep Rosenfeld, Pam Gutteridge, Greg Shore (Shapiro), Lillian Frances (née Hubscher), Tami Sagher, Scott Jones, Lesley Bevan, Sue Gillan (née Gillan) + Ken Schaefle
1996 Boom Chicago's Laatste Nieuws / Best of Boom Andrew Moskos, Pep Rosenfeld, Greg Shore (Shapiro), Rob AndristPlourde, Jason Meyer, Karin McKie, Lesley Bevan, Sue Gillan, Jeremy Hornik, Spencer Kayden, + Ken Schaefle + Shane Oman, + Gary Shepard, + Michael Diederich
1997 boomchicago.nl: the internet and other modern frustrations Andrew Moskos, Pep Rosenfeld, Greg Shore (Shapiro), Rob AndristPlourde, Pete Grosz, Seth Meyers, Phill Arensberg, Allison Silverman, Gwendolyn Druyor, Lisa Jolley, Josie O'Reilly + Ken Schaefle
1998 Think Quick Andrew Moskos, Pep Rosenfeld, Greg Shapiro-Shore, Rob AndristPlourde, Seth Meyers, Jill Benjamin, Holly Walker, John Stoops, Jethro Nolen, Sue Peale, Josh Meyers, Kristy Entwistle Nolen, Josie O'Reilly, + Jon Schickedanz + Steven Svymbersky
1999 Pick-ups & Hiccups Seth Meyers, Jill Benjamin
1999 Everything's Going to Be All Right—and Other Lies Andrew Moskos, Greg Shore-Shapiro, Rob AndristPlourde, Holly Walker, Josh Meyers, Brendan Hunt, Ike Barinholtz, Joe Canale, Juliet Curry, Jethro Nolen, Kristy Entwistle Nolen, Dave Asher, Liz Cackowski, + Ron West, + Josie O'Reilly, + Gerbrand van Kolck + Steven Svymbersky
1999 Two Thousand Years Down the Drain: From Jesus Christ to Jerry Springer Andrew Moskos, Greg Shore-Shapiro, Rob AndristPlourde, Holly Walker, Josh Meyers, Brendan Hunt, Ike Barinholtz, Joe Canale, Juliet Curry, Jethro Nolen, Kristy Entwistle Nolen, Dave Asher, Liz Cackowski, + Ron West, + Josie O'Reilly, + Jon Schickedanz + Steven Svymbersky
2000 Live at the Leidseplein: Your Privacy Is Our Business (Boom Chicago is Watching Edinburgh Production) Andrew Moskos, Greg Shapiro, Rob AndristPlourde, Dave Asher, Holly Walker, Josh Meyers, Brendan Hunt, Ike Barinholtz, Liz Cackowski, Jason Sudeikis, Kay Cannon, Bumper Caroll, Jennifer Bills, David Buckman, + Dave Razowsky + Jamie Wright, + Gerbrand van Kolck + Steven Svymbersky
2001 Europe: We've Created a Monster Greg Shapiro, Rob AndristPlourde, Rachel Miller, Holly Walker, Josh Meyers, Brendan Hunt, Dave Asher, Lauren Dowden, Nicole Parker, Jordan Peele, Becky Drysdale, Joe Kelly, + Ron West, + Andrew Moskos, + Dave Buckman, + Jamie Wright, + Gerbrand van Kolck + Steven Svymbersky
2001 Ironic Yanks Seth Meyers, Brendan Hunt, + Andrew Moskos
2001 Nieuwjaarsconference Pep Rosenfeld, Greg Shapiro, + Gerbrand van Kolck + Steven Svymbersky
2002 Rock Stars Greg Shapiro, Rob AndristPlourde, Rachel Miller, Randall Harr, Kristi Casey, Joe Kelly, Dani Sher, Colton Dunn, Brendan Hunt, Melody Nife, Lauren Dowden, Nicole Parker, Jordan Peele, + Dave Razowsky + Pep Rosenfeld, + Andrew Moskos, + Jamie Wright, + Gerbrand van Kolck + Steven Svymbersky + Rebecca Hone
2002 Here Comes the Neighborhood (Edinburgh Production) Brendan Hunt, Jordan Peele, + Joe Kelly, + Andrew Moskos
2002 Yankee Go Home: Americans and Why You Love to Hate Us Pep Rosenfeld, Greg Shapiro, + Andrew Moskos, + Gerbrand van Kolck + Rebecca Hone
2003 Boom Chicago Saves the World (Sorry about the Mess) Greg Shapiro, Rob AndristPlourde, Brendan Hunt, Jordan Peele, Colton Dunn, Dani Sher, Rachel Miller, Suzi Barrett, Heather Campbell, Jim Woods, + Pep Rosenfeld, + Andrew Moskos, + Jamie Wright, + Gerbrand van Kolck + Steven Svymbersky
2003 Going Down: A Comedy Show About Pessimism Pep Rosenfeld, Greg Shapiro, + Andrew Moskos, + Jamie Wright, + David Schmoll
2004 Why Aren't You Happy Yet? Greg Shapiro, Rob AndristPlourde, Rachel Miller, Suzi Barrett, Heather Campbell, Jim Woods, Tim Sniffen, Ryan Archibald, Tarik Davis, Amber Ruffin, + Pep Rosenfeld, + Andrew Moskos, + Jamie Wright, + David Schmoll, + Steven Svymbersky
2004 Mr. America Contest: A Comedy Show about the U.S. Presidential Race Pep Rosenfeld, Greg Shapiro, Andrew Moskos, Jamie Wright, David Schmoll
2005 Bite the Bullet! Suzi Barrett, Heather Campbell, Tarik Davis, Matt Jones, Amber Ruffin, Tim Sniffen, Jim Woods, + Andrew Moskos, + Pep Rosenfeld, + Greg Shapiro, + Rob AndristPlourde, + Rachel Miller, + Jamie Wright, + David Schmoll, + Steven Svymbersky
2005 Best of Boom 2005 Ryan Archibald, Suzi Barrett, Heather Campbell, Tarik Davis, Matt Jones, Tim Sniffen, Jim Woods, + Andrew Moskos, + Pep Rosenfeld, + Greg Shapiro, + Rob AndristPlourde, + Rachel Miller, + Amber Ruffin, + Jamie Wright, + David Schmoll, + Steven Svymbersky
2006 Best of Boom 2006 Rob AndristPlourde, Hilary Bauman, Tarik Davis, Lauren Flans, Ryan Gowland, Brian Jack, Matt Jones, Dan Oster, Greg Shapiro, + Andrew Moskos, + Pep Rosenfeld, + Laurel Coppock, + David Schmoll, + Vladimir Berkhemer + Steven Svymbersky
2006 Kick This: A World Cup Comedy with Balls Pep Rosenfeld, Brendan Hunt, Andrew Moskos, Jamie Wright, David Schmoll
2006 Me MySpace and iPod Hilary Bauman, Lauren Flans, Brian Jack, Matt Jones, Dan Oster + Andrew Moskos + Pep Rosenfeld + Mike Orton-Toliver, + Rob AndristPlourde, + Jennifer Burton, + Michael Diederich, + Gregory Shapiro, + Steven Svymbersky + Dave Schmoll, + Vladimir Berkhemer, + Matt Chapman, + Becky Nelson
2007 Boom Chicago's Wild West Comedy and Gun Show—Featuring One Real Indian Jennifer Burton, Lauren Flans, Mike Orton-Toliver, Jim Woods, Joe Kelly + Pep Rosenfeld + Andrew Moskos + Rob AndristPlourde, + Suzi Barrett, + Hilary Bauman, + Brian Jack + Michael Diederich, + Dan Oster + Gregory Shapiro, + Steven Svymbersky + Dave Schmoll, + Vladimir Berkhemer, + Matt Chapman, + Becky Nelson
2007 Five Years in Amsterdam (Edinburgh Production) Brendan Hunt + Andrew Moskos
2008 Last One to Leave the Planet, Turn Out the Lights Ryan Archibald, Hilary Bauman, Lauren Flans, James Kirkland, Mike Orton-Toliver, Pep Rosenfeld, David Schmoll, Steven Svymbersky, Ash Lim + Andrew Moskos, + Rob AndristPlourde, + Lolu Ajayi, + Michael Diederich, + Hans Holsen, + Gregory Shapiro, + Andel Sudik, + Julie Nichols, + Neil Towsey, + Brendan Hunt, + Matt Chapman, + Becky Nelson
2008 Screw the Planet; Save the Oil (Best of Boom 2009) Lolu Ajayi, Ryan Archibald, Liz Bolton, Amber Ruffin, Dave Schmoll, Steven Svymbersky, Pep Rosenfeld, Shane Oman, + Andrew Moskos, + Rob AndristPlourde, + Michael Diederich, +Hans Holsen, + James Kirkland, + Mike Orton-Toliver, + Andel Sudik, + Julie Nichols, + Brian Tjon Ajong, + Neil Townsey, + Matt Chapman, + Becky Nelson
2008 Bye-Bye Bush Pep Rosenfeld, Gregory Shapiro, Mike Orton-Toliver, Andrew Moskos, Steven Svymbersky, Julie Nichols + Matt Chapman, + Becky Nelson
2009 Yankee Come Back Hans Holsen, Liz Bolton, Amber Ruffin, James Kirkland, Mike Orton-Toliver, Julie Nichols, Brian Tjon Ajong, Neil Townsey, Pep Rosenfeld, Shane Oman, + Andrew Moskos + Lolu Ajayi, + Rob AndristPlourde, + Michael Diederich, + Andel Sudick, + Dave Schmoll, + Steven Svymbersky, + Matt Chapman
2009 Holland Globetrotters (New York Production) Liz Bolton, James Kirkland, Amber Ruffin, Jordan Peele, Julie Nichols, Pep Rosenfeld, Andrew Moskos, Steven Svymbersky
2009 Upgrade or Die! Rob AndristPlourde, Liz Bolton, Amber Ruffin, James Kirkland, Brian Tjon Ajong, Neil Townsey, Dave Schmoll, Pep Rosenfeld, Shane Oman, + Andrew Moskos + Lolu Ajayi, + Michael Diederich, + Matt Chapman, + Jessica Lowe, + Steven Svymbersky
2010 Political Party Maurice de Hond, Pep Rosenfeld, Greg Shapiro + Andrew Moskos + Brian Tjon Ajong
2010 Your Worst Fears Lolu Ajayi, Amber Ruffin, Pep Rosenfeld, Dave Schmoll + Rob AndristPlourde, Michael Diederich + Jessica Lowe + Matt Chapman + Brian Tjon Ajong, + Shane Oman, + Andrew Moskos + Steven Svymbersky
2010 There's No Such Thing as Sinterklaas Pep Rosenfeld, Greg Shapiro, Andrew Moskos + Brian Tjon Ajong + James Winder + Steven Svymbersky + Dave Schmoll
2011 Social Media Circus Lolu Ajayi, Amber Ruffin, Jessica Lowe, Matt Chapman, Jim Woods, Pep Rosenfeld, Andrew Moskos, Dave Schmoll + Rob AndristPlourde, + Haley Mancini + Mike Orton-Toliver + Michael Diederich + Brian Tjon Ajong, + Shane Oman, + Steven Svymbersky
2011 9/11 Forever Pep Rosenfeld, Greg Shapiro, Mike Orton-Toliver, Andrew Moskos + Brian Tjon Ajong + James Winder + Dave Schmoll
2012 Branded for Life Lolu Ajayi, Cari Leslie, Drew DiFonzo Marks, Mike Orton-Toliver, Jim Woods, Pep Rosenfeld, Andrew Moskos, Dave Schmoll + Rob AndristPlourde, + Laura Chinn + Michael Diederich + Marcy Minton + Sam Super + Brian Tjon Ajong, + Shane Oman, + James Winder, + Steven Svymbersky
2012 My Big Fat American Election Mike Orton-Toliver, Pep Rosenfeld, Greg Shapiro + Andrew Moskos, + Dave Schmoll
2012 Deep Undercover Andrew Moskos, Mike Orton-Toliver, Pep Rosenfeld, + Michael Diederich, + Ellie Orton-Toliver + Finn Moskos + Sam Super plus other actors and citizens of Amsterdam
2013 Baby I Like It Raw Lolu Ajayi, Cari Leslie, Jim Woods, Rob AndristPlourde, Michael Diederich, Sam Super + Pep Rosenfeld + Andrew Moskos + Dave Schmoll + Brian Tjon Ajong + Steven Svymbersky
2013 Seven Deadly Dutch Sins Lolu Ajayi, Jim Woods, Pep Rosenfeld, Andrew Moskos + Michael Diederich + Cari Leslie + Sam Super + Brian Tjon Ajong + Steven Svymbersky
2013 20th Anniversary Best of Boom Lolu Ajayi, Ryan Archibald, Rob AndristPlourde, Suzi Barrett, Heather Campbell, Horace Cohen, Michael Diederich, Becky Drysdale, James Kirkland, Brendan Hunt, Matt Jones, Cari Leslie, Ruben van der Meer, Andrew Moskos, Haley Mancini, Pep Rosenfeld, David Schmoll, Greg Shapiro, Sam Super, Neil Towsey, Brian Tjong Ajong, Jim Woods + Sacha Hoedemaker + Joe Kelly + Gerbrand van Kolck + Becky Nelson + Jamie Wright
2013 Nightmare on the Rozengracht (haunted house)
2013 Delete Zwarte Piet Niet Pep Rosenfeld, Greg Shapiro, Andrew Moskos + Lolu Ajayi + Brian Tjon Ajong + Steven Svymbersky
2014 What's Up with Those Beards? Lolu Ajayi, Ally Beardsley, Sam Super, Carl Tart, Jim Woods, + Pep Rosenfeld, + Andrew Moskos + Brian Tjon Ajong + Steven Svymbersky + Rob AndristPlourde + Michael Diederich + Eleanor Hollingsworth + David Schmoll
2014 Freak Circus (haunted house)
2015 New Kids on the Gracht Lolu Ajayi, Ally Beardsley, E.R.(Emily) Fightmaster, Woody Fu, Sacha Hoedemaker, Ian Owens, Sue Gillan, Piero Procaccini, + Greg Mills, + Andrew Moskos, + Pep Rosenfeld + Brian Tjon Ajong + Steven Svymbersky
2015 Rob it Like it's Hot Rob AndristPlourde, Michael Diederich, + Brian Tjon Ajong
2015 Escape Through Time (Escape adventure) Andrew Moskos, Pep Rosenfeld + Rob AndristPlourde + Bobby Makariev + Finn Moskos + Isaac Simon + Tanne van der Waal + Rixt Weer
2016 Haunted Warehouse (haunted house at Roest)
2016 VR Winter Wonderland Lolu Ajayi, Karel Ebergen, Cene Hale, Josh Rachford, Else Soelling + Jim Woods + Brian Tjon Ajong + Sacha Hoedemaker + Emil Struijker-Boudier
2016 Angry White Men: Trump Up the Volume Pep Rosenfeld, Greg Shapiro, Andrew Moskos + Brian Tjon Ajong
2017 Facetime Your Fears Karel Ebergen, Cene Hale, Ace Manning, Josh Rachford, Else Soelling, Jim Woods + Pep Rosenfeld, + Brian Tjon Ajong + Sacha Hoedemaker + Emil Struijker-Boudier
2017 Legends of Rob Rob AndristPlourde, Michael Diederich, + Emil Struijker-Boudier + Sacha Hoedemaker
2017 Sunday Night Live Karel Ebergen, Cene Hale, Ace Manning, Josh Rachford, Else Soelling, Jim Woods + Brian Tjon Ajong + Sacha Hoedemaker + Emil Struijker-Boudier
2018 Escape Through The Movies (Escape adventure) Andrew Moskos, Pep Rosenfeld, Toan Mai (TMPRo), Rick Bon (Props), Sacha Hoedemaker (music), Emil Struijker-Boudier, Jenna Koda,
2018 Bango! Tamar Broadbent, Rhys Collier, Karel Ebergen, Cene Hale, Lizz (Biddy) Kemery, Simon Lukacs, Sacha Hoedemaker, Emil Struijker-Boudier, Andrew Moskos, Michael Orton-Toliver + Tyrone Dierksen
Boom Chicago's 25th Anniversary Show at Carre Lolu Ajayi, Rob AndristPlourde, Ryan Archibald, Ike Barinholtz, Suzi Barrett, Hilary Bauman, Jill Benjamin, Dave Buckman, Liz Cackowski, Heather Campbell, Kristi Casey, Horace Cohen, Rhys Colliers, Michael Diederich, Tyrone Dierksen, Lauren Dowden, Gwendolyn Druyor, Colton Dunn, Karel Ebergen, Lauren Flans, Woody Fu, Pete Grosz, Cene Hale, Sacha Hoedemaker, Brendan Hunt, Brian Jack, Lisa Jolley, Matt Jones, Lizz (Biddy) Kemery, Jessica Lowe, Simon Lukacs, Drew DiFonzo Marks, Ruben van de Meer, Andrew Moskos, Neil McNamara, Josh Meyers, Seth Meyers, Ryan Millar, Rachel Miller, Marcy Minton, Jethro Nolen Kristy Nolen, Josie O'Reilly, Mike Orton-Toliver, Ian Owens, Pep Rosenfeld, Amber Ruffin, Greg Shapiro, Dani Sher, Jon Shickendans, Emil Struijker-Boudier, Andel Sudik, Sam Super, Holly Walker, Jamie Wright.
En de Boom Family: Tijl Beckland, Jelka van Houten, Arjen Lubach, Ruben Nicolai, Wilko Terwijn. (Ruben en Horace staan in de andere lijst!)
2019 The Future is Here... And it is Slightly Annoying Tamar Broadbent, Dave Buckman, Tyler Groce, Lizz Kemery, Simon Feilder, Simon Lukacs, Sid Singh, Andrew Moskos, Sacha Hoedemaker, Tom Clutterbuck, Emil Struijker-Boudier
2020 Sitcom Matt Castellvi, Simon Feilder, Simon Lukacs, Biddy (Lizz) Kemery, Stacey Smith, Andrew Moskos, Sacha Hoedemaker, Tom Clutterbuck, Emil Struijker-Boudier. Regie Andrew Moskos
2021 Boom Chicago Comedy Festival Matt Castellvi, Simon Feilder, Simon Lukacs, Biddy (Lizz) Kemery, Stacey Smith, Andrew Moskos, Sacha Hoedemaker, Arjen Lubach, Seth Meyers, Shantira Jackson, Jordan Peele, Kay Cannon en vele, vele anderen!
2022 Boom Chicago into the Metaverse: Meta luck next time Matt Castellvi, Simon Lukacs, Terrance Lamonte Jr., Katie Nixon, Stacey Smith, Sacha Hoedemaker, Emil Struijker-Boudier, Andrew Moskos + Simon Feilder. Regie Sam Super.
2023 Tragedy + Time = Comedy Matt Castellvi, Louie Cordon, Simon Lukacs, Katie Nixon, Raquel Palmas, Stacey Smith, Sacha Hoedemaker, Emil Struijker-Boudier, Andrew Moskos. + Simon Feilder. Directed by Simon Lukacs.
2023 Amsterdam Roasted Matt Castellvi, Louie Cordon, Katie Nixon, Raquel Palmas, Stacey Smith, Sacha Hoedemaker, Emil Struijker-Boudier, Andrew Moskos. Directed by Ryan Archibald.
2024 The Good, The Bad, and The Algorithm Matt Castellvi, Andrew McCammon, Erin Island, Katie Nixon, Raquel Palmas, Sacha Hoedemaker, and Emil Struijker-Boudier. Directed by Andrew Moskos.2024 The Good, The Bad, and The Algorithm Matt Castellvi, Andrew McCammon, Erin Island, Katie Nixon, Raquel Palmas, Sacha Hoedemaker, and Emil Struijker-Boudier. Directed by Andrew Moskos.
2024 Pep and Greg Politically Incorrect Pep Rosenfeld and Greg Shapiro, Emil Struijker-Boudier.